# Hogna hereroana
Hogna hereroana este o specie de păianjeni din genul Hogna, familia Lycosidae. A fost descrisă pentru prima dată de Roewer, 1960.
Este endemică în Namibia. Conform Catalogue of Life specia Hogna hereroana nu are subspecii cunoscute.